# Isotopólogo
Os isotopólogos são moléculas que diferem somente em termos de composição isotópica. Em outras palavras, o isotopólogo de uma espécie química tem, ao menos, um átomo com um número de neutrons diferentes ao padrão.
Um exemplo é a água, que apresenta isotopólogos por hidrogênio e por oxigênio. Por parte do hidrogênio encontramos:
- Água branda: HOH ou H2O, composta de dois hidrogênios.
- Água semipesada: HDO ou 1H2HO, composta por um hidrogênio e um deutério.
- Água pesada ou água deuterada: D2O o 2H2O, contem dois átomos de deutérios.
- Água semisuperpesada: HTO ou 1H3HO, composta por um hidrogênio e um trítio.
- Água superpesada ou água tritiada: T2O o 3H2O, composta por dois átomos de trítios.

Estas últimas duas formas são radiotivas.
Por parte do oxigênio encontramos:
- H218O.
- H217O.

Também existem isotopólogos de ambos átomos, como por exemplo o D218O o 2H218O.